# Estádio Gelora Bung Karno
O Estádio Gelora Bung Karno (em indonésio: Stadion Gelora Bung Karno) é um estádio multiuso localizado em Jacarta, capital da Indonésia, inaugurado em 21 de julho de 1962. Projetado para ser a principal sede dos Jogos Asiáticos de 1962, sua capacidade máxima original era de 110 000 espectadores. No entanto, para sediar a Copa da Ásia de 2007, o estádio precisou passar por uma grande remodelação que acarretou na diminuição de sua capacidade de público para 88 306 pessoas. Por fim, para voltar a sediar os Jogos Asiáticos de 2018, o estádio passou por nova remodelação e sua capacidade foi novamente reduzida para os atuais 76 127 lugares.
Até a inauguração do recém-construído Estádio Internacional de Jacarta em 24 de julho de 2022, foi o maior estádio do país e a principal casa onde tanto a Seleção Indonésia de Futebol quanto o Persija Jakarta, clube da capital, mandavam seus jogos oficiais. Seu nome faz referência à Sukarno, nacionalista e político indonésio que serviu como o 1.º presidente da Indonésia entre 1945 e 1967, sendo o então chefe de Estado e chefe de governo à frente do país durante o período de inauguração do estádio.